# Gaceta de la Provincia Oriental
La Gaceta de la Provincia Oriental fue un periódico de la villa (actualmente ciudad) de Canelones, primera publicación impresa fuera de la ciudad de Montevideo, en el territorio de lo que actualmente es la República Oriental del Uruguay.
Salió al público el martes 14 de noviembre de 1826 y su decimosexta y última edición fue fechada el 23 de febrero de 1827. La vida efímera de esta publicación de cuatro páginas era un fenómeno común en la prensa de la región y de muchas otras ciudades en el mundo.
El nombre del editor no aparece en las páginas periódico, pero se sabe que la imprenta fue traída desde Buenos Aires por José de la Puente en 1826, por instrucciones de Juan Antonio Lavalleja, líder del levantamiento que llevó a la supresión de la Provincia Cisplatina, bajo el Imperio de Brasil, y a la independencia del Estado Oriental del Uruguay en 1830. La misma máquina sirvió para imprimir proclamas y panfletos que circularon en los años de la guerra independentista.
El lema de la Gaceta de la Provincia Oriental fue Causae equitatem multum in bello valere compertum est (Se ha encontrado que en la guerra ser fuerte es causa de gran igualdad), tomado del libro segundo de Polibio.
La primera edición estampó en la portada una explicación de las razones del editor para publicar un periódico en Canelones, en medio de la lucha independentista de la Provincia Oriental del Uruguay. Ahí, bajo el título "el editor", sin identificarse por su nombre, escribió:

"El deseo tan generalmente pronunciado en los habitantes de esta provincia por obtener un papel periódico, que al menos tenga por objeto instruirles de los acontecimientos y hechos notables, que pasan en la escena importante, de que és teatro en la actualidad nuestro territorio, disputado entre el tirano del Brasil y las armas libertadoras de la República, como también de lo que ocurra dentro y fuera del continente, exhibiendo á la vez los decretos y resoluciones administrativas de las autoridades, cuya importancia demande el conocimiento público, ha sido bastante á determinar el establecimiento de la Gaceta, contando con el favor que se promete quieran dispensarle aquellos hombres, que tienen ilustración y amor al país contribuyendo á llenar sus líneas con el producto, de las noticias y principios que estén a su alcance, pues este és uno de los deberes más sagrados de cuantos aspiran con justicia al honroso renombre de patriotas libres."

El editor no reporta datos sobre el financiamiento de esta empresa informativa, aparte de sellar la contraportada con la referencia a la Imprenta de la Provincia, pero los estudios del historiador argentino Antonio Zinny en el siglo XIX y Juan Ernesto Pivel Devoto a mediados del XX han permitido conocer algunos datos sobre la empresa y sus obras.